# ۱۹ ذی‌القعده
۱۹ ذیقعده، نوزدهمین روز از ماه ذیقعده در تقویم هجری قمری است.
در تقویم هجری قمری قراردادی این روز سیصد و چهاردهمین روز سال است.

## وقایع
- انقعاد معاهدهٔ «اَرزَنة الروم» میان ایران و عثمانی (۱۲۳۸ ق)

## درگذشتگان
- «کمال الدین فارسی» ریاضی‌دان ایرانی (۷۱۸ ق)